# مايا ستانج
مايا ستانج (بالإنجليزية: Maya Stange)‏ هي ممثلة أسترالية، ولدت في 1973 ببرث في أستراليا.

## أعمال

### أفلام
- (2013) العشق[3]

## وصلات خارجية
- مايا ستانج على موقع IMDb (الإنجليزية)
- مايا ستانج على موقع قاعدة بيانات الفيلم (الإنجليزية)